# Зване, Алоизий Исаак Мандленхози
Алоизий Исаак Мандленхози Зване (свати Aloysius Isaac Mandlenkhosi Zwane, 6 мая 1932 года, коронная колония Великобритании, Свазиленд — 10 августа 1980 года, Манзини, Свазиленд) — католический прелат, третий епископ Манзини с 24 января 1976 года по 10 августа 1980 года. 

## Биография
Родился в 1932 году в Свазилендe, который в то время был колонией Великобритании. Получил начальное образование в англиканской церкви и среднее образование – в салезианской школе в Манзини. Потом работал в Йоханнесбурге. Крестившись в Католической церкви, поступил в салезианскую начальную семинарию, которая находилась  в  Pevensy, провинция Наталь. Позднее изучал теологию и философию в семинарии Святого Петра. 12 июля 1964 года был рукоположён в священники для служения в епархии Манзини.  
24 января 1976 года римский папа Павел VI назначил его епископом Манзини.  16 мая 1976 года состоялось его рукоположение в епископы, которое совершил епископ Эшове Мансуэт Дела Бьязе в сослужении с епископом Умтаты Петером Фаньяной Джоном Бутулези и епископом Кимберли Эрвином Эхтом. 
Погиб в автокатастрофе 10 августа 1980 года. 
В 2007 году правительство Южной Африки наградило его посмертно орденом Компаньонов Оливера Тамбо III степени за «его заботливое служение беженцам из Южной Африки и Мозамбика; его стратегию развития по искоренению нищеты; поддержку борцов против апартеида; борьбу за освобождение церковных общин от колониальных тенденций и имперских атрибутов».